# 阿尔塞诺
阿尔塞诺（義大利語：Alseno），是意大利皮亚琴察省的一个市镇。总面积55平方公里，人口4852人，人口密度88.2人/平方公里（2009年）。ISTAT代码为033002。